# Libyastus cognatus
Libyastus cognatus är en loppart som beskrevs av Smit 1958. Libyastus cognatus ingår i släktet Libyastus och familjen fågelloppor. Inga underarter finns listade i Catalogue of Life.